# Pastor-de-beauce
O pastor-de-beauce[a][b] (em francês:  Berger de Beauce), também chamado Beauceron é uma raça canina originária da França, de uma região chamada Beauce. Esta raça foi originalmente utilizada como cão de pastoreio de gado.

## Características

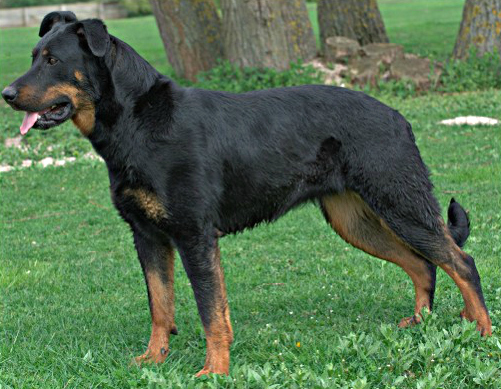
Pastor de beauce com orelhas naturais

Comum no norte da França, este pastor possui em seu histórico de trabalho o pastoreio e a caça de javalis. Mais recentemente, foi adotado como cão de companhia e de guarda. Passou ainda a ser bem visto e recebido em competições de exposição de raças pela Europa. Apesar de possuir um adestramento classificado como moderado, seu tamanho, que pode chegar aos 70 cm na cernelha, requer que seus encontros com outros cães sejam supervisionados. Fisicamente, ainda pode atingir os 40 kg, tem o pescoço forte, o focinho alongado e a pelagem dura, curta e densa. Costuma-se realizar o corte de orelhas.

## Temperamento
O Pastor-de-Beauce deve ser gentil e corajoso. Jamais bravo, nem medroso, nem inquieto. É um cão alerta, leal, protetor e de expressão sincera. É um excelente cão de guarda e pastoreio. É reservado e desconfiado com estranhos.  